# バハマ時間
バハマでは標準時に東部標準時（EST、UTC-5）、夏時間に東部夏時間（EDT、UTC-4）が採用されている。夏時間制は1964年に導入され、アメリカ合衆国と同じく3月第2日曜日から11月第1日曜日までの期間で実施されている。

## IANA time zone database
IANAのTime Zone Databaseには、バハマの標準時が1つ含まれている。
| 国コード | 座標        | 時間帯ID       | 注釈 | 協定世界時との差 | 夏時間 | 備考 |
| -------- | ----------- | -------------- | ---- | ---------------- | ------ | ---- |
| BS       | +2505−07721 | America/Nassau |      | −05:00           | −04:00 |      |